# Phanerosorus sarmentosus
Phanerosorus sarmentosus är en ormbunkeart som först beskrevs av Bak., och fick sitt nu gällande namn av Edwin Bingham Copeland. Phanerosorus sarmentosus ingår i släktet Phanerosorus och familjen Matoniaceae. Inga underarter finns listade.